# حسین قضاوی
حسین قضاوی (متولد ۱۳۴۵) اقتصاددان ایرانی و معاون بانکی وزیر اقتصاد ایران است. او از سال ۱۳۸۶ تا ۱۳۸۸ قائم‌مقام بانک مرکزی ایران بود.